# Гексаметония бензосульфонат
Гексаметония бензосульфонат — лекарственное средство, ганглиоблокатор.
Вместо дибензолсульфоната могут применяться и другие соли 1,6-бис-(N-триметиламмоний)-гексана. Дийодид выпускался под названием «Гексоний». Дийодиды и дибромиды гексаметония выпускаются за рубежом под названиями: Bistrium, Gangliostat, Hexamethonium, Hexameton, Hexanium, Hexathide, Hiohex, Methobromin, Methonium, Vegolysen и др.

## Общая информация
Бензогексоний является симметричным бисчетвертичным аммониевым соединением, обладающим весьма сильной ганглиоблокирующей активностью.

## Фармакологическое действие
Ганглиоблокатор, блокируя н-холинорецепторы вегетативных ганглиев, тормозит передачу нервного возбуждения с преганглионарных на постганглионарные волокна. Оказывает угнетающее влияние на каротидные клубочки и хромаффинную ткань надпочечников, что способствует ослаблению рефлекторных прессорных влияний. Вызывает снижение артериального давления, моторики желудочно-кишечного тракта, тонуса мочевого пузыря, секреции экзокринных желез, парез аккомодации, расширяет бронхи, увеличивает частоту сердечных сокращений.

## Показания
Облитерирующие заболевания периферических артерий (эндартериит, «перемежающаяся» хромота), артериальная гипертензия (в том числе для купирования гипертонических кризов), необходимость проведения управляемой гипотензии, язвенная болезнь желудка и 12-перстной кишки, хронический гастрит, бронхиальная астма (некоторые формы), диэнцефальный синдром.

## Противопоказания
Артериальная гипотензия, гиповолемия, шок, феохромоцитома, острый инфаркт миокарда, тромбоз, закрытоугольная глаукома, хроническая почечная недостаточность, печеночная недостаточность, дегенеративные изменения в центральной нервной системе.

## Побочные явления
Общая слабость, головокружение, учащение пульса, сухость во рту, мидриаз, парез аккомодации, снижение памяти, атония кишечника и мочевого пузыря, запоры, задержка мочи.

## Физические свойства
Белый или белый с кремоватым оттенком мелкокристаллический порошок со слабым своеобразным запахом. Легко растворим в воде, мало — в спирте. Растворы стерилизуют при +100 °C в течение 30 мин.

## Взаимодействие
Антагонистами являются рвотные, антихолинэстеразные лекарственные средства и н-холиностимуляторы. Усиливает эффект адреномиметиков, антигистаминных, наркотических анальгетиков, седативных, снотворных и антипсихотических лекарственных средств (нейролептиков), а также трициклических антидепрессантов, местных анестетиков, сосудорасширяющих и др. гипотензивных лекарственных средств. Повышает чувствительность больных сахарным диабетом к инсулину.